# 12492 Tanais
12492 Tanais este un asteroid din centura principală de asteroizi.

## Descriere
12492 Tanais este un asteroid din centura principală de asteroizi. A fost descoperit pe 3 mai 1997 la Observatorul La Silla de Eric Walter Elst. Asteroidul prezintă o orbită caracterizată de o semiaxă mare de 2,87 ua, o excentricitate de 0,04 și o înclinație de 3,5° în raport cu ecliptica.